# Edisons 2017
De Edisons 2017 werden uitgereikt op 13 februari 2017 in de Gashouder op het terrein van de Westergasfabriek in Amsterdam.
De Edison is een belangrijke Nederlandse muziekprijs die doorgaans jaarlijks wordt toegekend aan de beste Nederlandse muziekproducties uit de periode voorafgaande aan de uitreiking.
De nominaties werden bekendgemaakt op 15 december 2016 in verschillende radioprogramma's en websites, zoals 3voor12Radio (3FM), RTL Late Night, NU.nl, Ekdom in de Ochtend (Radio2), Joost=Wakker! (SLAM!), Domien (3FM), PUNA.nl, Gouden Uren (Sterren.nl), De Coen en Sander Show (Radio538) en Frank ♥ (3FM).Uitsluitend Nederlandse producties kwamen in aanmerking voor een nominatie en/of prijs. De prijzen werden in elf categorieën uitgereikt, inclusief een oeuvreprijs voor Anouk.
De uitreiking werd niet op tv uitgezonden. Evenmin was het evenement toegankelijk voor publiek; alleen genodigden waren welkom bij de uitreiking.
De vakjury bestond uit Ruud de Wild (Radio 2; voorzitter), Annemieke Schollaardt (3FM), Diederik van Zessen (3FM), Bart Wijlaars (muziekjournalist), Menno de Boer (Radio 538), Dieuwertje Heuvelings (Spotify) en Saul van Stapele (muziekjournalist)

## Winnaars en Genomineerden
(Winnaars zijn in vet vermeld)
- Oeuvreprijs
  - Anouk

- Alternative
  - Klangstof - Close Eyes to Exit
  - Amber Arcades - Fading Lines
  - Lucky Fonz III - In je nakie

- Dance
  - Weval - Weval
  - Sam Feldt - Been a While / Summer on You
  - Martin Garrix - Seven

- Volksmuziek
  - André Hazes jr. - Leef
  - Stef Ekkel - Best Of
  - Jan Smit - 20

- Nieuwkomer
  - Indian Askin - Sea of Ethanol
  - Jeangu Macrooy - Brave Enough
  - Klyne - Paralyzed / Water Flow / Closer

- Videoclip
  - Typhoon - We Zijn Er
  - Douwe Bob - How Lucky We Are
  - Sevdaliza - Human

- Hiphop
  - Rotterdam Airlines - Gate 16
  - Josylvio - Ma3seb
  - Broederliefde - Hard Work Pays Off 2

- Song van het jaar
  - Martin Garrix - In the Name of Love
  - Broederliefde - Jungle
  - Chef'Special - Amigo

- Rock
  - Kensington - Control
  - Indian Askin - Sea of Ethanol
  - De Staat - O

- Pop
  - Douwe Bob - Fool Bar
  - Diggy Dex - Golven
  - B-Brave - Los

- Album van het jaar
  - Broederliefde - Hard Work Pays Off 2
  - Douwe Bob - Fool Bob
  - Kensington - Control